# Église Saint-Engelbert (Essen)
L'église Saint-Engelbert (St.-Engelbert-Kirche) est une ancienne église catholique située dans le quartier Sud d'Essen en Allemagne. Cette église consacrée en 1935 et construite par Dominikus Böhm à la Kronprinzenstraße est représentative de l'expressionnisme de brique et fait partie de la liste du patrimoine protégé depuis 1993. Le diocèse d'Essen l'a déconsacrée en 2008 à cause de la baisse de la pratique religieuse et du manque de moyens financiers. Un accord a été conclu entre la paroisse Sainte-Gertrude d'Essen (de qui elle dépend) en mars 2011 pour en faire une maison de la culture de l'association musicale ChorForum Essen, pour cinq ans renouvelables. L'inauguration a eu lieu le 11 septembre 2011.

## Historique
Une église antérieure, datant de la fin du XIXe siècle et d'architecture néogothique, se trouvait autrefois à cet emplacement. Elle est consacrée à saint Engelbert, en l'honneur du saint patron de l'archevêque de Cologne, Mgr Engelbert von Berg. La population de fidèles augmentant rapidement, il est prévu de reconstruire une église plus grande, mais les travaux sont repoussés à cause de la Première Guerre mondiale, puis de la Grande Crise.

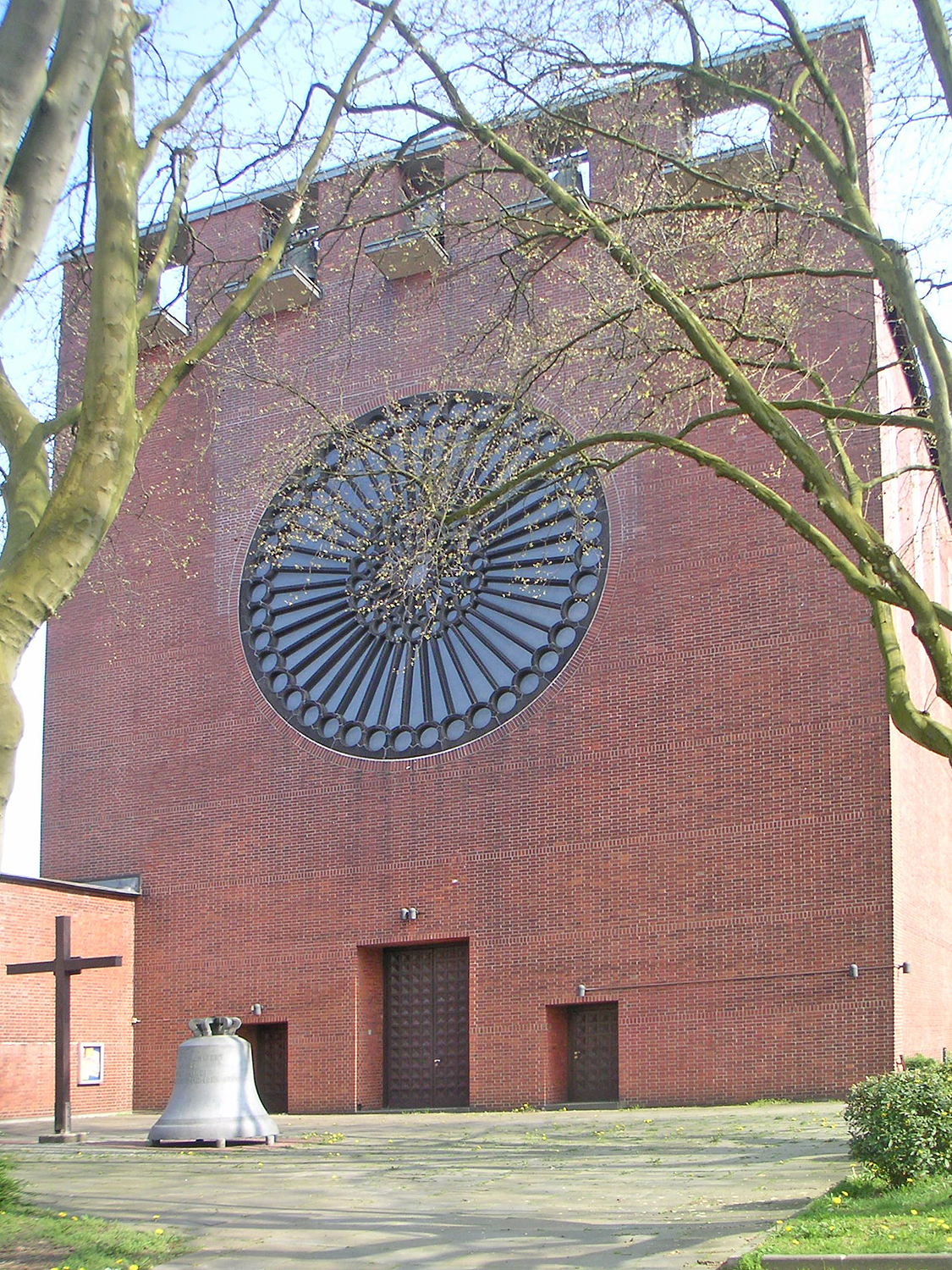
Façade ouest actuelle avec la grande rosace

Il est fait appel pour les plans de l'église actuelle à l'architecte Dominikus Böhm, auteur de nombreux projets d'églises en Allemagne occidentale. La première pierre de l'église actuelle est posée le 14 octobre 1934 et l'église est consacrée l'année suivante, bien que les travaux ne fussent terminés qu'en 1937. L'église-halle mesure 60 mètres de longueur sur 26 mètres de largeur avec deux clochers de 37 mètres de hauteur au-dessus de la façade ouest.
Saint-Engelbert est le point de ralliement de plusieurs associations de jeunesse catholique sous l'épiscopat du cardinal Frings, même jusqu'au début de la Seconde Guerre mondiale, alors que ces associations étaient interdites par le régime nazi, car faisant concurrence à la Hitlerjugend dont le régime voulait assurer le monopole sur la jeunesse.
L'église souffre de graves dommages à cause des bombardements aériens de 1945. Une partie du chœur est totalement détruite, ainsi que les clochers. L'église est restaurée entre 1953 et 1955, mais elle est raccourcie à 45 mètres de longueur. Les deux clochers de la façade ne sont pas reconstruits, de même que le collatéral sud. Les nouvelles cloches sont placées en haut de la façade devenue ainsi clocher-mur. Le sculpteur Ludwig Gies crée en 1956 un grand crucifix de bois qui est suspendu devant la grande verrière du chœur.
L'église, symbole d'une certaine résistance au totalitarisme, est déconsacrée en 2008.

## Source
- (de) Cet article est partiellement ou en totalité issu de l’article de Wikipédia en allemand intitulé « St. Engelbert (Essen) » (voir la liste des auteurs).